# 茨城県立中央高等学校
茨城県立中央高等学校（いばらきけんりつちゅうおうこうとうがっこう）は、茨城県小美玉市張星に所在する公立の高等学校。

## 設置学科
- 普通科
  - スポーツ科学コース

## 概要
- 中央高等学校は、茨城県のほぼ中央に位置し、「自律 博愛 創造」の校訓のもと昭和62年4月に開校した、県内で最も新しい公立高校である。
- 創立以来、国際コース・理数コース・人文コース・体育コースの4つのコースをもつ、最新設備を備えた、新しいタイプの学校として運営されてきた。しかし平成24年度の学科改編により、文系科目に重点を置いた「人文国際系」と理系科目に重点を置いた「自然科学系」からなる普通科4クラスおよび、普通科スポーツ科学コース1クラスの学校として、より時代のニーズに対応したカリキュラムをもつ学校に生まれ変わった。
- 韓国語や中国語を選択科目として設定するなど、国際理解教育にも力を入れている。また、韓国と中国での語学研修旅行も行っている。

## 沿革

### 年表
- 1986年10月6日 - 茨城県立中央高等学校設置公布。
- 1987年
  - 4月6日 - 第1回入学式。
  - 11月18日 - 開校式。
- 1989年11月22日 - 校歌発表。
- 1990年3月1日 - 第1回卒業式。
- 1996年10月17日 - 創立10周年記念式典。
- 2003年 - 2005年 「イングリッシュシャワープログラム」指定校
- 2005年 - 2007年 「運動部活動推進モデル校」指定校
- 2006年10月20日 創立20周年記念式典
- 2007年 - 2008年 「人間としての在り方生き方を考える教育」実践研究重点指定校
- 2009年 - 2011年 「エネルギー教育実践校事業エネルギー教育実践パイロット校」（経済産業省資源エネルギー庁）
- 2010年 普通教室エアコン設置
- 2011年 スクールバス運行 試行開始
- 2012年
  - スクールバス運行 本格始動（4方面：JR羽鳥駅，旧小川町・旧玉里村，旧八郷町，茨城町コース）
  - 学科改編に伴い，入学生から普通科4クラス，普通科スポーツ科学コース1クラスとなる。

## 教育方針
1. 目指す学校像
  - 地域の進学校として，地域住民や中学校から信頼される学校
  - 自律ある行動ができる生徒の育成に努め，明るい学校
  - 心のふれあいを大切にできる学校
2. 本年度の重点目標
  - 学力の向上を目指した授業の展開と家庭学習の習慣化
  - 進路指導における中央メソッドの具体的運用と充実
  - ホームルーム活動や学校行事、部活動への自主的な参加促進及び結果の広報
  - 生徒一人一人の自律を促す段階的指導による規範意識の高揚

## 学校行事
- 4月 入学式
- 5月 歩く会
- 6月 蒼星祭（2年に1回開催）
- 10月 クラスマッチ
- 3月 卒業式

## 生徒会活動・部活動など
- 運動部

剣道、サッカー、水泳、卓球、テニス、バスケット、バレー、硬式野球
英語研究、茶華道、芸術、吹奏楽、軽音楽同好会、科学部

## 交通案内
- JR常磐線羽鳥駅より徒歩22分 自転車7分 スクールバス5分

### スクールバス運行路線
- 常磐線羽鳥駅～学校
- 旧小川町・旧玉里村方面
- 旧八郷町方面
- 茨城町方面

## 著名な関係者

### 出身者
- 上野耕平（サクソフォーン奏者）
- 佐藤風雅（陸上競技短距離選手）
- 柳澤隼（サッカー選手）
- ラヴィアンローズ（ロックバンド）